# Zingiber ottensii
Zingiber ottensii är en enhjärtbladig växtart som beskrevs av Theodoric Valeton. Zingiber ottensii ingår i släktet Zingiber och familjen Zingiberaceae. Inga underarter finns listade i Catalogue of Life.

## Bildgalleri

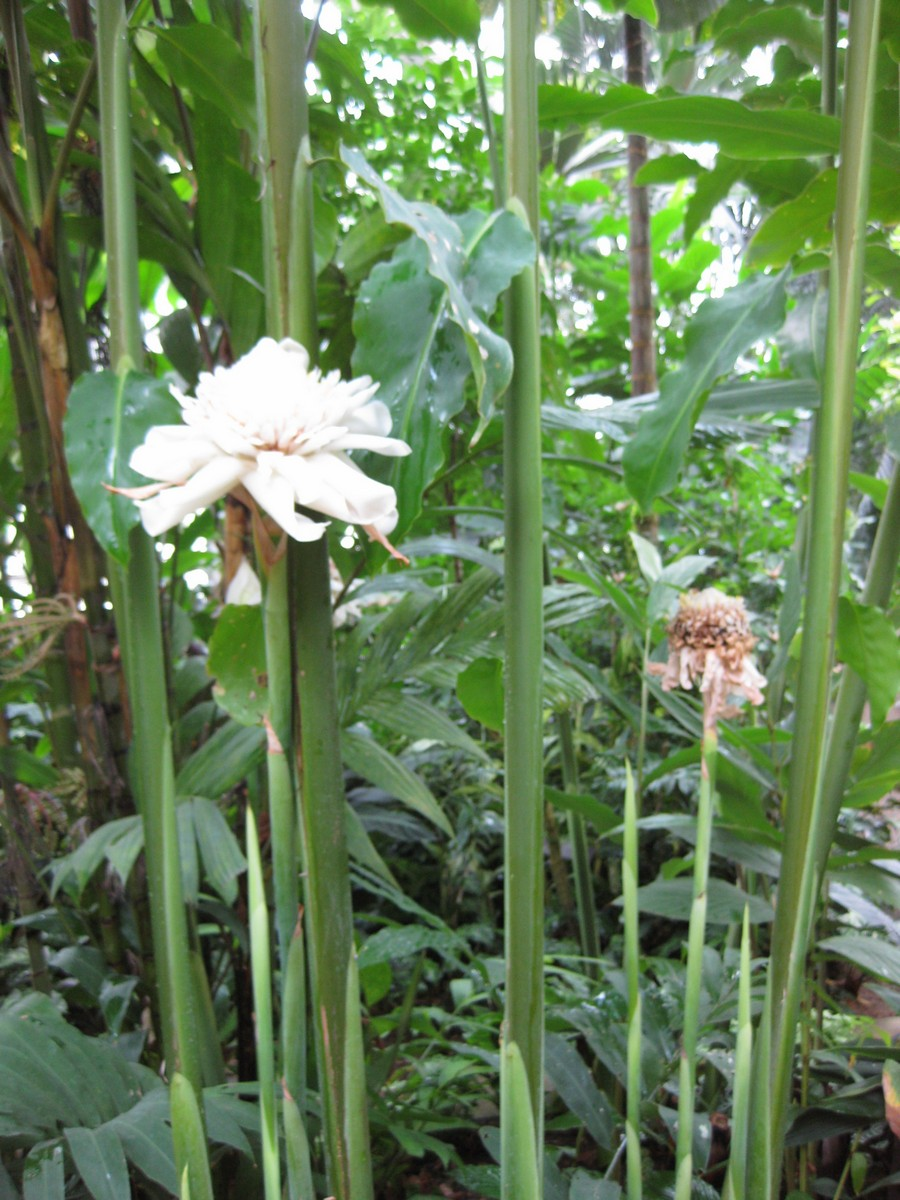
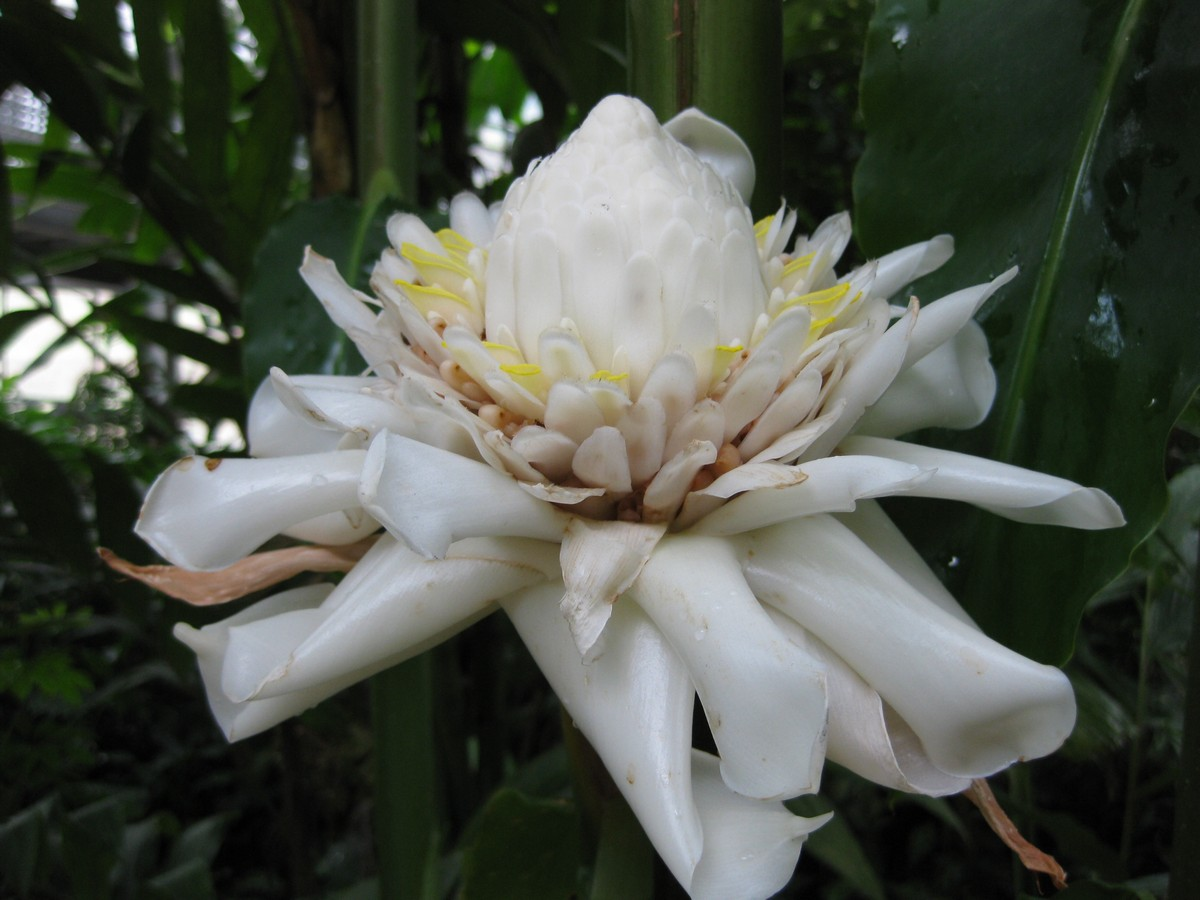
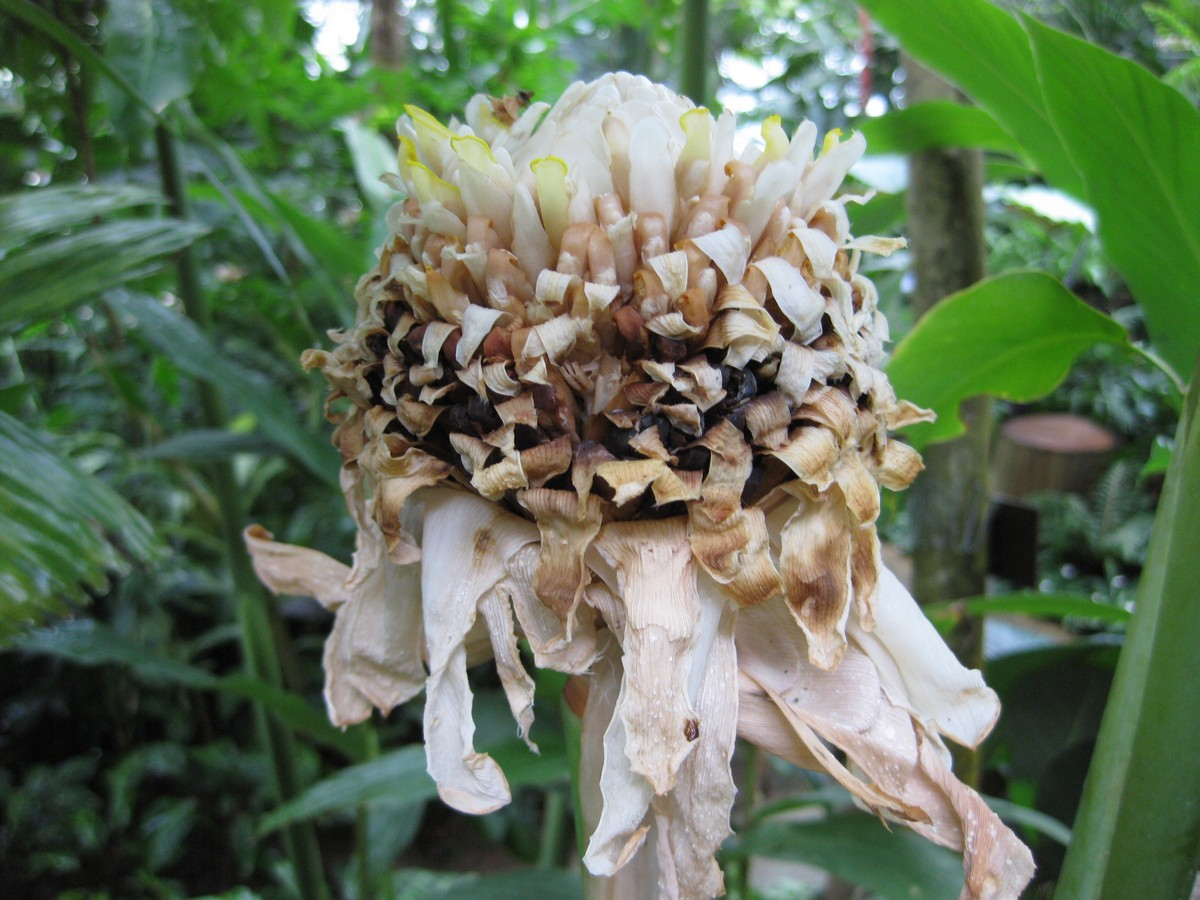
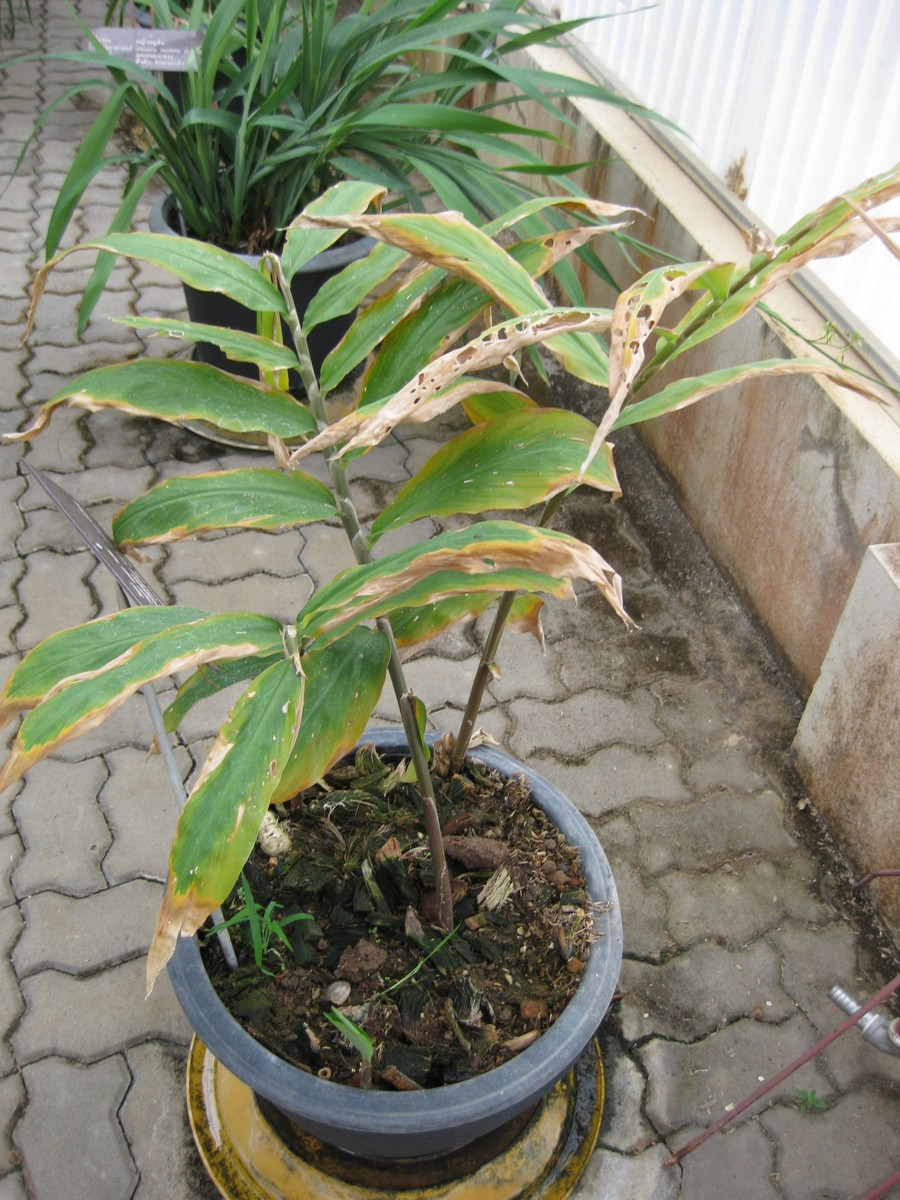